# Barycnemis deserta
Barycnemis deserta là một loài tò vò trong họ Ichneumonidae.